# José María García Soriano
García  Soriano est un nom espagnol. Le premier nom de famille, en général paternel, est García ; le second, en général maternel, souvent omis, est Soriano.
José María García Soriano, né le 17 novembre 1998 à Mula, est un coureur cycliste espagnol. Il est membre de l'équipe Illes Balears-Arabay.

## Biographie
José María García Soriano est originaire de Mula, une localité située dans la région de Murcie,. Vers l'âge de dix ans, il découvre le cyclisme par l'intermédiaire de son père, qui l'emmène voir sa première course dans une école de vélo. Il commence lui-même la compétition en 2009. En parallèle de sa carrière sportive, il a suivi des études dans le domaine de l'agronomie.  
Chez les espoirs, il remporte deux titres de champion régional dans l'épreuve chronométrée. Il termine par ailleurs troisième du championnat d'Espagne du contre-la-montre amateurs en 2021. Sur piste, il devient champion national de poursuite par équipes en 2020, sous les couleurs du comité de Murcie. Il intègre ensuite l'équipe continentale Electro Hiper Europa. Avec cette formation, il se classe notamment onzième de la Ronde de l'Oise en 2022, ou encore vingt-quatrième du Tour de Burgos en 2023. 
En 2024, la structure Electro Hiper Europa disparaît. José María García retrouve néanmoins un contrat professionnel en s'engageant avec l'équipe Illes Balears Arabay. Décrit comme un cycliste polyvalent, il participe à diverses échappées au Tour de la Communauté valencienne, à la Clásica de Almería, au Grand Prix Miguel Indurain et au Tour des Asturies. Il finit également neuvième du Tour de Roumanie. 

## Palmarès sur route

### Par année
- 2018
  - Champion de Murcie du contre-la-montre espoirs
- 2019
  - Champion de Murcie du contre-la-montre espoirs
  - Trofeo Virgen de Palomares
- 2021
  - 2e du championnat de Murcie du contre-la-montre
  - 3e du championnat d'Espagne du contre-la-montre amateurs

### Classements mondiaux
| Année           | 2023   | 2024   |
| --------------- | ------ | ------ |
| UCI Europe Tour | 1 496e | 1 598e |

## Palmarès sur piste
- 2019
  - 2e du championnat d'Espagne de poursuite par équipes
- 2020
  -  Champion d'Espagne de poursuite par équipes (avec Eloy Teruel, Alberto Pérez et Víctor Manuel Romero)
  - 2e du championnat d'Espagne de l'américaine
- 2022
  - 2e du championnat d'Espagne de poursuite par équipes
  - 2e du championnat d'Espagne de course aux points